# Białoruska Państwowa Akademia Gospodarstwa Wiejskiego

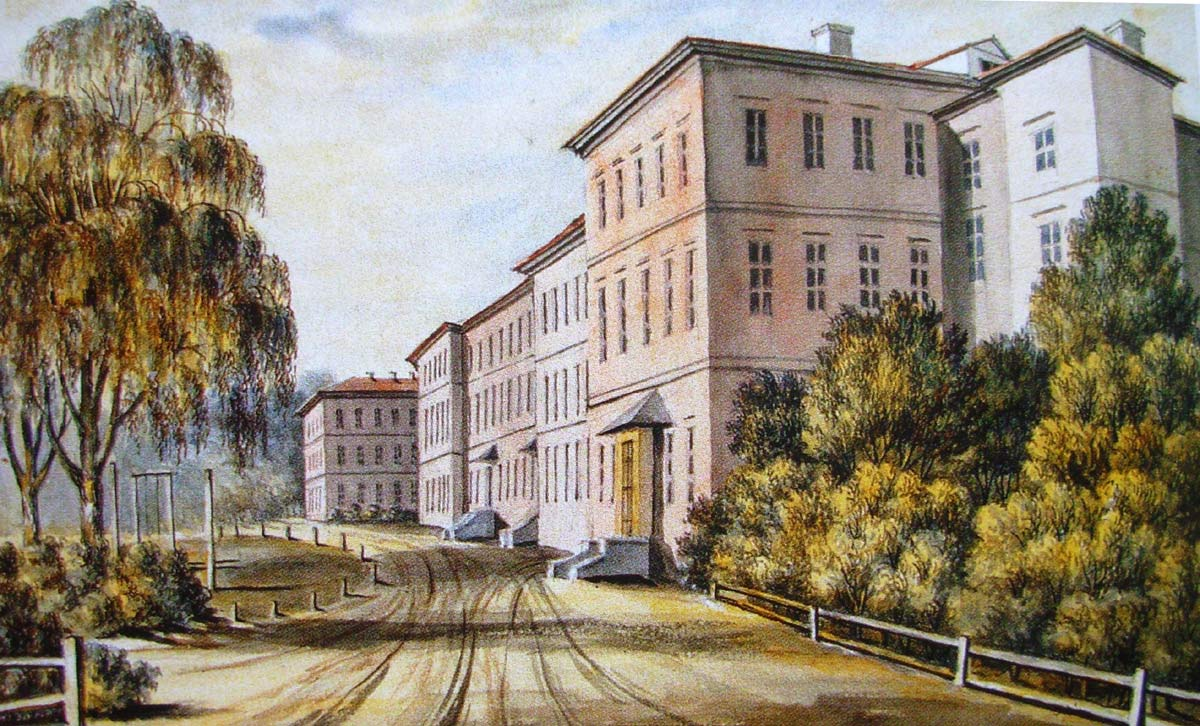
Instytut Rolniczy w Horkach na rysunku Napoleona Ordy

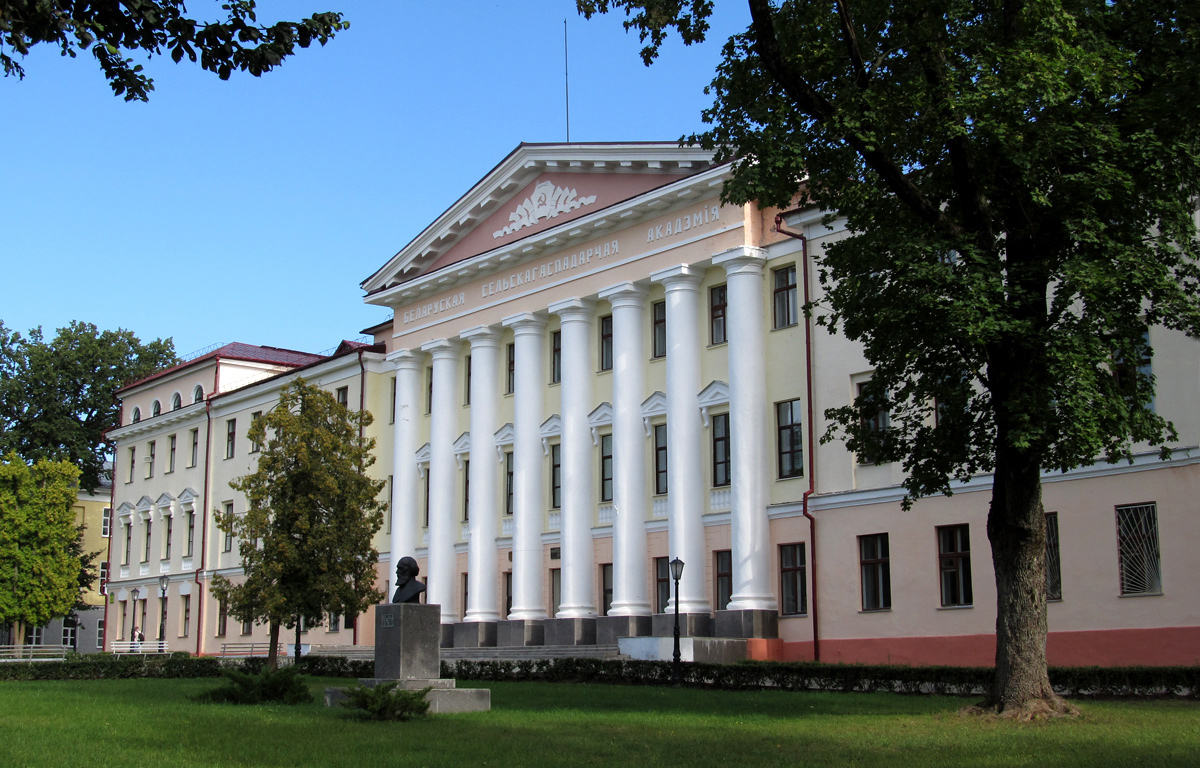
Budynek nr 4

Białoruska Akademia Rolnicza w Horkach (biał. Беларуская дзяржаўная сельскагаспадарчая акадэмія, ros. Белорусская сельскохозяйственная академия, pełna nazwa: Белорусская государственная ордена Октябрьской революции и ордена Трудового Красного Знамени сельскохозяйственная академия) – uczelnia o profilu rolniczym w Horkach koło Orszy.

## Historia
Powstała w 1840 roku jako Hory-Horecka Szkoła Rolnicza (ros. Горы-Горецкая земледельческая школа), pierwsza uczelnia o takim profilu na terenie państwa rosyjskiego. W momencie otwarcia szkoła posiadała kursy szkoleniowe na dwóch poziomach – wyższym i niższym. Czas szkolenia na wyższym poziomie wynosił 3 lata. Szkoła kształciła agronomów i zarządców majątków państwowych i prywatnych. W 1848 roku wyższy poziom szkoły przekształcono w Instytut Gospodarki Wiejskiej. Instytut otrzymał prawa uniwersytetu, stając się pierwszą wyższą rolniczą instytucją oświaty w Imperium Rosyjskim. W 1859 roku w Instytucie Rolniczym po raz pierwszy w Imperium Rosyjskim wprowadzono „ekonomię” jako samodzielną specjalność. Po Powstaniu styczniowym 1863 r., w którym wzięło udział wielu uczniów i nauczycieli, Instytut został przeniesiony do Petersburga. W Horkach pozostały tylko Szkoła Rolnicza i Klasy Geodezyjne i Podatkowe. 
W 1919 r. przywrócono Instytut Rolniczy Horki. 
W 1926 roku dokonano przekształcenia placówki w Akademię Rolniczą Białoruskiej SRR w Horkach.
Obecnie uczy się w niej prawie 13 tysięcy studentów na 26 specjalnościach.

## Absolwenci
- Alaksandr Czarwiakou – minister gospodarki Białorusi
- Mikałaj Haładzied – działacz KP(b)B i szef rządu Białoruskiej SRR w latach 1927-1937,
- Michał Jankowski – polski pionier rosyjskiego Dalekiego Wschodu, przyrodnik i hodowca,
- Rafał Kalinowski – polski karmelita bosy, święty katolicki.